# Янсон, Эжен
Эжен Фредрик Янсон (швед. Eugène Fredrik Jansson; 18 марта 1862 — 15 июня 1915, Стокгольм) — шведский художник, один из известнейших представителей шведского символизма.

## Биография и творчество
Родился в бедной семье, сын почтальона. Не получил систематического художественного образования, хотя посещал несколько учебных заведений, в том числе в 1881—1882 годах Королевскую Академию Изящных Искусств в Стокгольме. Не имел возможности путешествовать и впервые выехал за пределы Швеции уже в конце жизни. Отличался интровертивным характером и вёл достаточно замкнутую жизнь. Был членом Союза Художников (швед. Konstnärsförbundet). Тем не менее, при жизни был малоизвестен, так как стиль его творчества был непонятен современникам.

Рассвет над Риддарфьорден (1898), Национальный музей Швеции.

Янсон был одним из первых художников, начавших рисовать сумерки; для этого он использовал синие тона. В 1891 году он поселился в районе Стокгольма Сёдермальм в здании Меларборген, расположенном на крутом склоне горы Мариябергет, где оно живописно вписано в силуэт горы. В течение десяти лет писал панорамы Стокгольма (открывавшиеся из его окна) на рассвете и на закате. Эти его картины демонстрируют сложные сочетания света и цвета. Это связано с тем, что Янсон никогда не рисовал с натуры, а долгое время наблюдал пейзаж, после чего быстро, за один прием, создавал картину, даже не размечая предварительно холст. Многие картины этого периода называются Ноктюрн, в честь Шопена, бывшего любимым композитором художника.
После 1905 года Янсон отошел от пейзажей и начал рисовать обнаженные мужские фигуры, купающиеся или выполняющие физические упражнения. Новейшие специалисты считают, что Янсон был гомосексуален и находил свои модели в мужских банях, служивших местами сексуальных знакомств.
В 1913 году состояние его здоровья значительно ухудшилось. До 1915 года он писал в основном цирковые сцены. В 1915 году художник скончался от инсульта.
В 1999 году в течение трех месяцев в музее Орсе в Париже проходила большая выставка работ художника.

## Галерея

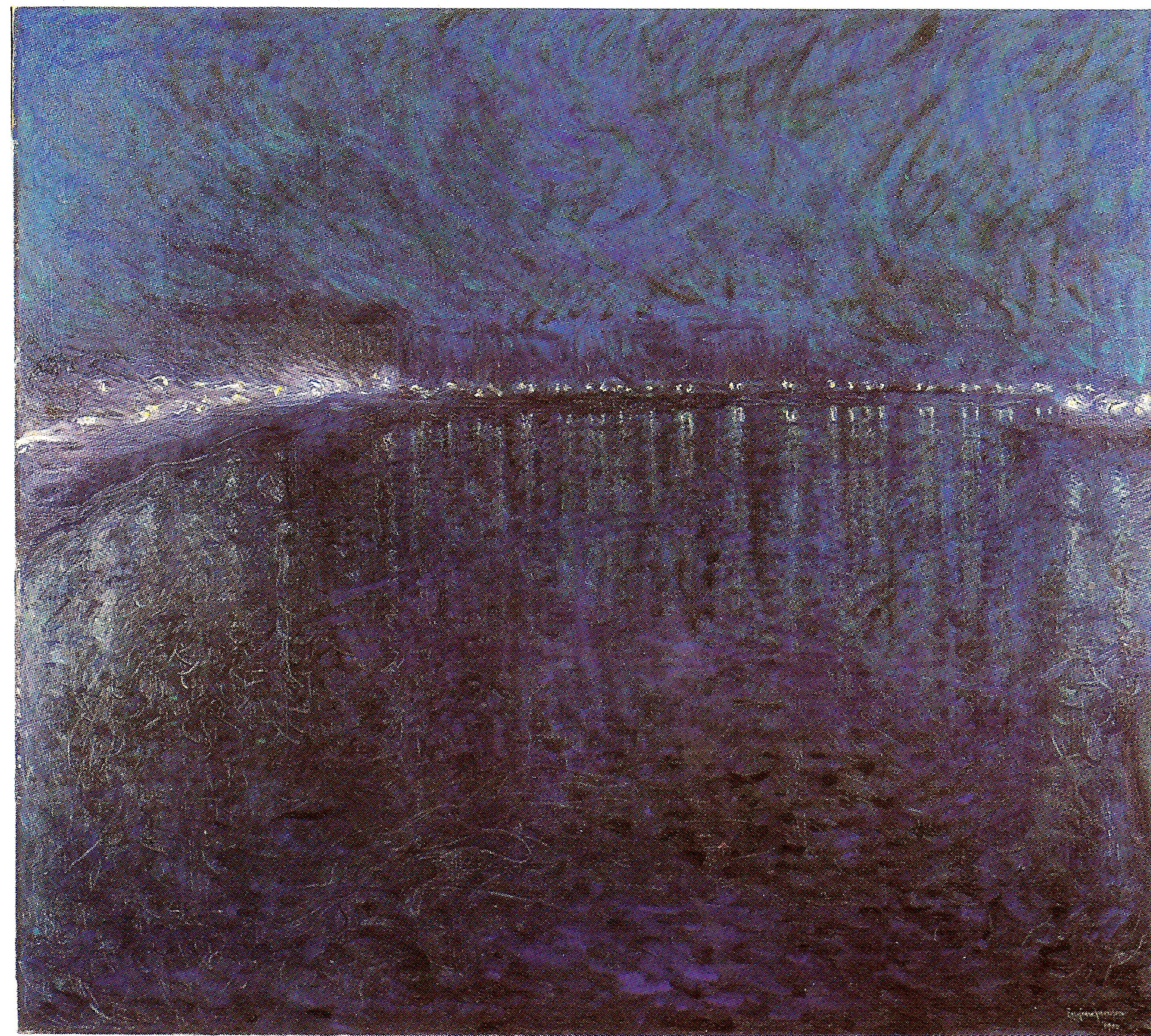
Ноктюрн. Художественный музей, Гётеборг
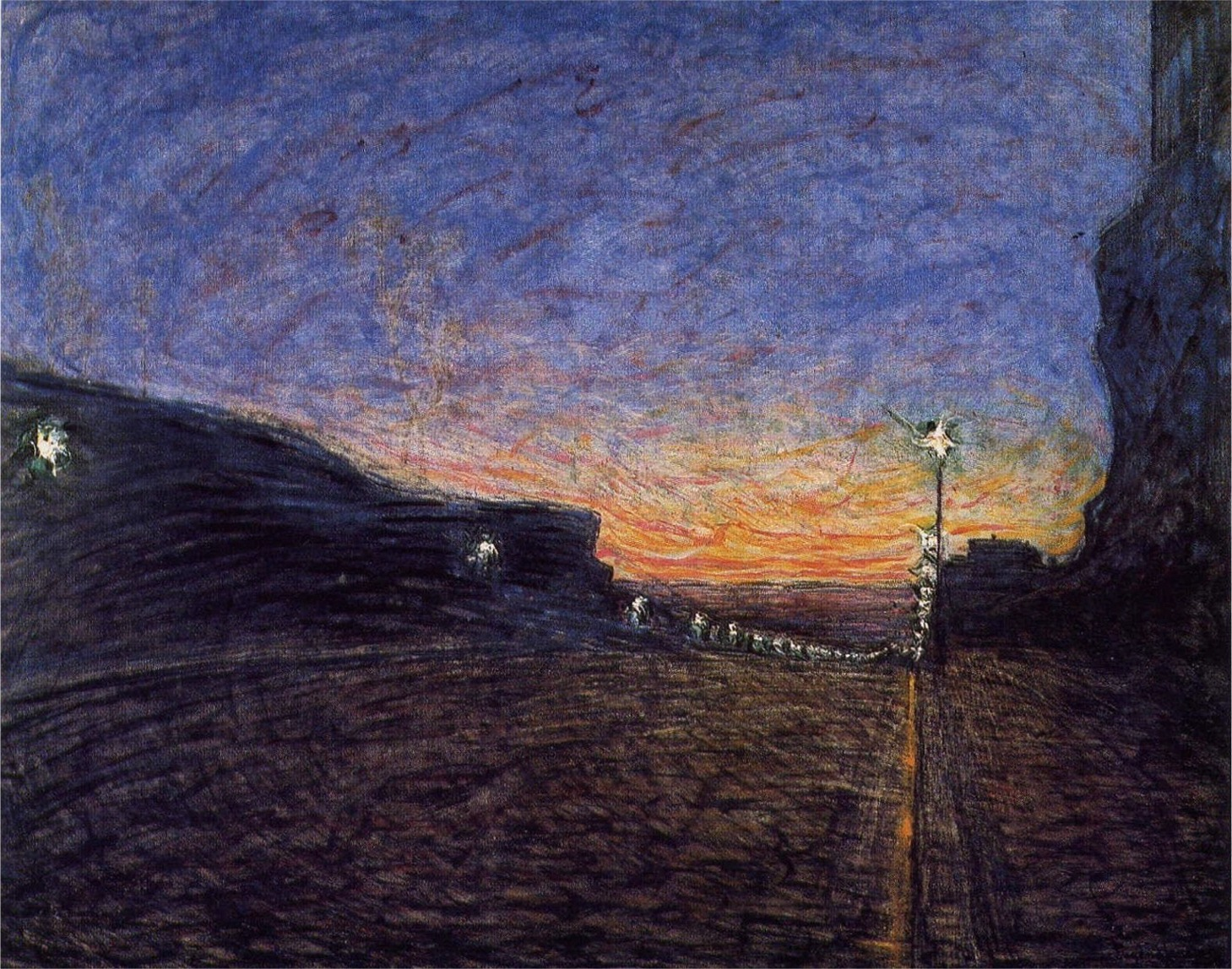
Хорнсгатан (1902)
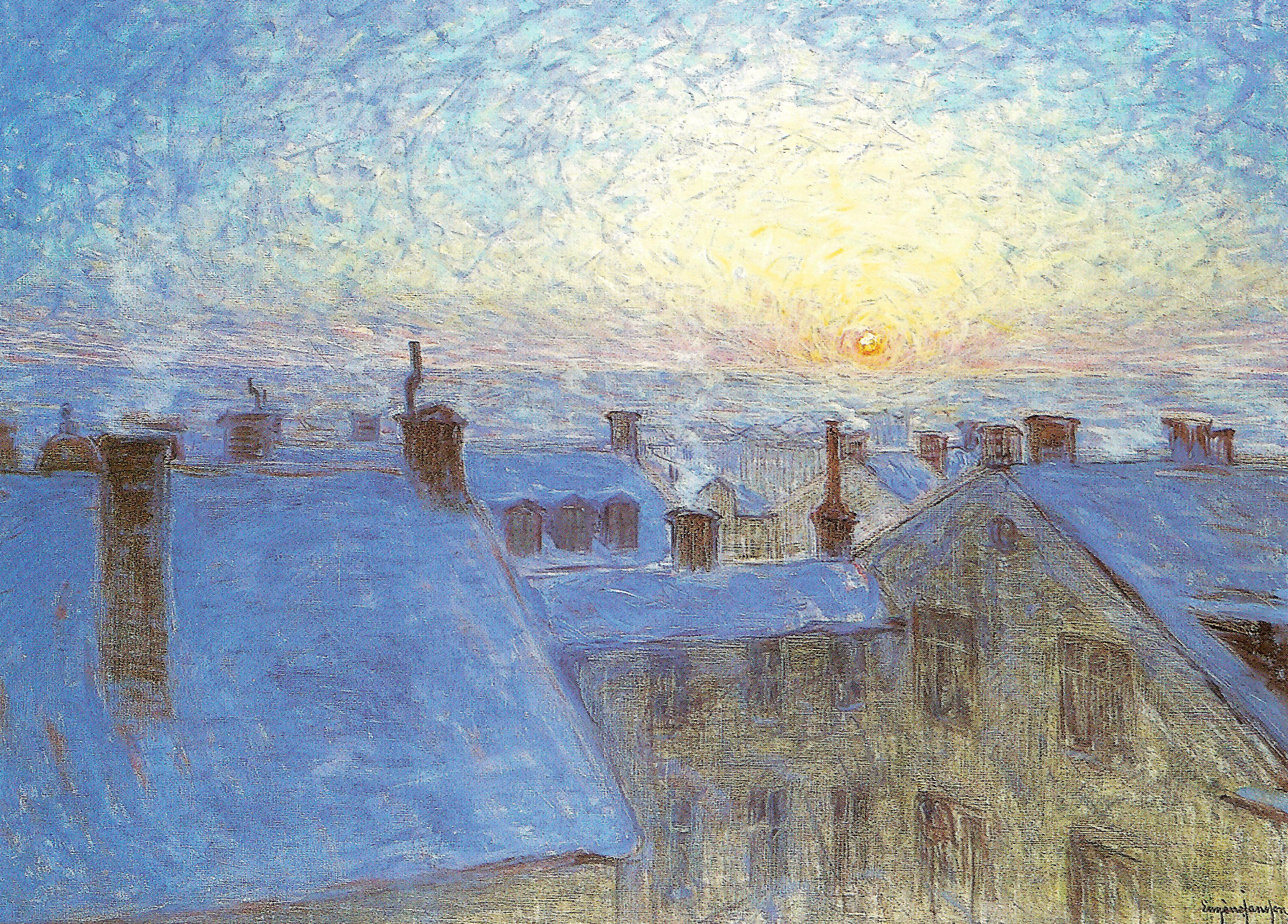
Восход над крышами. Национальный музей, Стокгольм
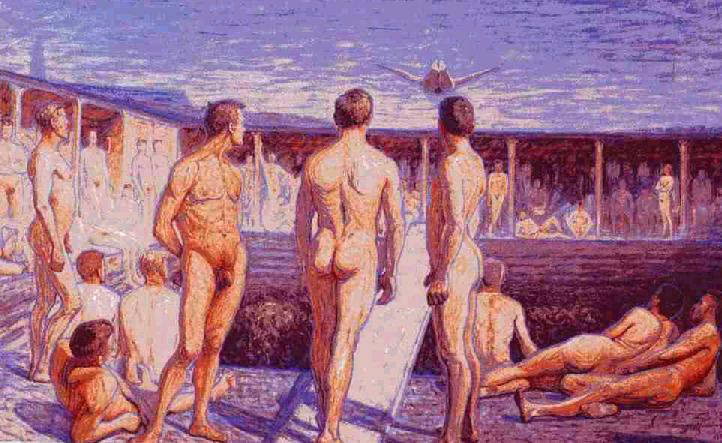
Купальня Флоттанс (1907)
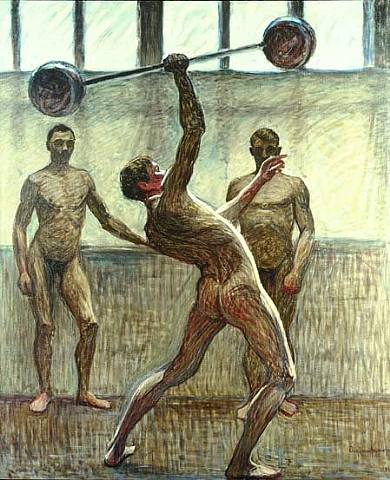
Поднятие тяжестей одной рукой (1914)